# Отделение 3 (Павлодарская область)
Отделение 3 (каз. Бөлімше 3) — село в Павлодарской области Казахстана. Находится в подчинении городской администрации Экибастуза. Входит в состав Железнодорожного сельского округа. Код КАТО — 552239200.

## Население
В 1999 году население населённого пункта составляло 100 человек (48 мужчин и 52 женщины). По данным переписи 2009 года, в населённом пункте проживало 126 человек (66 мужчин и 60 женщин).